# Sofia Tipaldou
Sofia Tipaldou és una sociòloga i politòloga grega. La seva recerca se centra en el nacionalisme, el populisme i els moviments socials i d’extrema dreta en els països postcomunistes i a la Unió Europea, especialment a Rússia i a Grècia.
Doctorada a la Universitat Autònoma de Barcelona, Tipaldou ha analitzat com els moviments nacionalistes i d’extrema dreta russa influeixen en el discurs i en les polítiques exteriors del país amb el projecte «Russian Nationalism and the Ukraine Crisis: The Impact of Nationalist Actors on Russian Foreign Policy» (RUSNAT), amb el suport de la beca Marie Skłodowska-Curie. Ha publicat articles en revistes acadèmiques com Europe-Asia Studies, Demokratizatsiya o Revista CIDOB d’Afers Internacionals. Treballa a la Universitat Panteion d’Atenes i per al projecte «Viro-populism: How far-right populists spread fake-news on COVID-19 across Europe», a la Universitat de Manchester. Actualment (2024) està treballant en el seu primer llibre, Nationalist Opposition in Putin’s Russia (Manchester University Press).